# Zambratija
Zambratija (wł. Zambrattia) – wieś w Chorwacji, w żupanii istryjskiej, w mieście Umag. W 2011 roku liczyła 472 mieszkańców.